# 조제 폰트
조제 미겔 다 호샤 폰트(포르투갈어: José Miguel da Rocha Fonte, 1983년 12월 22일, 페나피엘 ~ )는 포르투갈의 축구 선수이다. 현재 브라가에서 활약하고 있다.